# Doll Domination
Doll Domination är The Pussycat Dolls andra studioalbum, utgivet den 23 september 2008.

## Låtförteckning
1. When I Grow Up
2. Bottle Pop (med Snoop Dogg)
3. Whatcha Think About That (med Missy Elliott)
4. I Hate This Part
5. Takin' All Over the World
6. Out of This Club (med R. Kelly)
7. Who's Gonna Love You
8. Happily Never After
9. Magic
10. Halo
11. In Person
12. Elevator
13. Hush Hush
14. Love the Way You Love Me
15. Whatchamacallit
16. I'm Done

### Bonuslåtar
1. If I Was a Man
2. Space
3. Don't Wanna Fall in Love
4. Played
5. Until U Love U
6. Lights, Camera, Action (med New Kids on the Block)
7. Perhaps, Perhaps, Perhaps